# Paskalis Bruno Syukur
Paskalis Bruno Syukur, O.F.M. (Ranggu, 17 de maio de 1962) é um frei e prelado indonésio da Igreja Católica, atual bispo de Bogor.

## Biografia
Paskalis Bruno Syukur ingressou na ordem franciscana e fez sua profissão perpétua em 22 de janeiro de 1989. Em 2 de fevereiro de 1991 recebeu o Sacramento da Ordem.
Entre 1991 e 1993, fez o ministério na paróquia de Moanemani, diocese de Jayapura (Papua Ocidental); de 1993 a 1996, realizou seus estudos para a licenciatura em Espiritualidade na Pontifícia Universidade Antonianum, em Roma. Ao retornar a Indonésia, entre 1996 e 2001 foi o Mestre de Noviços em Depok e de 1998 a 2001, foi Guardião da Comunidade franciscana em Depok e Membro do Conselho Provincial; entre 2001 e 2009 foi Ministro Provincial na Indonésia e de 2009 a 2013, Definidor Geral dos franciscanos para a Ásia e a Oceania em Roma.
O Papa Francisco o nomeou Bispo de Bogor em 21 de novembro de 2013. Seu antecessor, Cosmas Michael Angkur, o consagrou bispo em 22 de fevereiro do ano seguinte. Os co-consagradores foram o Bispo de Ruteng, Hubertus Leteng, e o arcebispo de Jacarta, Ignatius Suharyo Hardjoatmodjo.
Em 8 de julho de 2019, o Papa o nomeou membro da Congregação para os Institutos de Vida Consagrada e Sociedades de Vida Apostólica por um período de cinco anos. Desde 17 de novembro de 2022, é o secretário-geral da Conferência Episcopal da Indonésia.
Durante o Angelus de 6 de outubro de 2024, Papa Francisco anunciou que o criaria cardeal no Consistório de 7 de dezembro de 2024. Em 22 de outubro do mesmo ano sua renúncia ao Colégio dos Cardeais foi aceita pelo Papa Francisco, para 'crescer na vida sacerdotal'.